# Hétérotopie
Pour le sens en génétique, voir Hétérotopie (biologie). Pour le sens en médecine, voir Hétérotopie (médecine).
L'hétérotopie est un concept forgé par Michel Foucault dans une conférence de 1967 intitulée « Des espaces autres ».
Il y définit les hétérotopies comme une localisation physique de l'utopie. Ce sont des espaces concrets qui hébergent l'imaginaire, comme une cabane d'enfant ou un théâtre. Ils sont utilisés aussi pour la mise à l'écart, comme le sont les maisons de retraite, les asiles ou les cimetières. De façon plus générale, ils peuvent être définis dans l'emploi d'espace destiné à accueillir un type d'activité précis :  les stades de sport, les lieux de culte, les parcs d'attraction font partie de cette catégorie. Ce sont en somme des lieux à l'intérieur d'une société qui obéissent à des règles qui sont autres.

## Étymologie
Le terme hétérotopie vient du grec ancien : τόπος (tópos, « lieu ») et de ἕτερος, (héteros, « autre »). Cela signifie littéralement : « lieu autre ». 

## Présentation
Afin d'arriver à l'élaboration du terme « hétérotopie », Michel Foucault affirme d'abord, dans « Des espaces autres », que l'époque actuelle est davantage déterminée par l'espace que par le temps. Plus précisément, il affirme que nous concevons le monde comme un assemblage de réseaux, de relations. Ces systèmes de relations, qui participent à notre construction du monde, présentent certains problèmes : le stockage et les normes de circulation des informations en font partie. « Nous vivons, affirme-t-il, à l'intérieur d'un ensemble de relations qui définissent des emplacements irréductibles les uns aux autres et absolument non superposables ». Les hétérotopies sont nées de ces questionnements sur l'espace, plus particulièrement en ce qui concerne les espaces qui semblent être en rapport avec tous les autres emplacements, de façon à suspendre, neutraliser ou inverser les rapports qu'ils mettent en place. Michel Foucault donne comme exemple d'hétérotopie le cimetière, qui est le lieu des morts par opposition aux vivants. Au contraire de l'utopie, qui est un modèle idéal, l'hétérotopie est concrète. Ainsi, les utopies sont des « emplacements sans lieu réel (...) qui entretiennent avec l'espace réel de la société un rapport général d'analogie directe ou inversée. C'est la société elle-même perfectionnée ou c'est l'envers de la société, mais, de toute façon, ces utopies sont des espaces qui sont fondamentalement essentiellement irréels. » Au contraire, il y a « dans toute culture, dans toute civilisation, des lieux réels, des lieux effectifs, des lieux qui sont dessinés dans l'institution même de la société, et qui sont des sortes de contre-emplacements, sortes d'utopies effectivement réalisées dans lesquelles les emplacements réels, tous les autres emplacements réels que l'on peut trouver à l'intérieur de la culture sont à la fois représentés, contestés et inversés, des sortes de lieux qui sont hors de tous les lieux, bien que pourtant ils soient effectivement localisables » : c'est ce que Foucault appelle des « hétérotopies ». Selon lui, toute culture présente des hétérotopies : « C'est là une constante de tout groupe humain. » Elles prennent pourtant des « formes variées » : il n'y a pas « d'hétérotopie qui soit absolument universelle ». Michel Foucault s'est inspiré de la géographie adriatique pour mettre en place ce concept philosophique.

## Principes
Michel Foucault dégage six principes permettant une description systématique des hétérotopies :
- Les hétérotopies sont présentes dans toute culture sous des formes variées, selon qu'il s'agisse de sociétés primitives ou modernes[2].
- Une même hétérotopie peut voir son fonctionnement se modifier dans le temps.
- L'hétérotopie peut juxtaposer en un seul lieu plusieurs espaces eux-mêmes incompatibles dans l'espace réel.
- Au sein d'une hétérotopie existe une hétérochronie, à savoir une rupture avec le temps réel. Autrement dit, l'hétérotopie atteint son plein potentiel lorsque les hommes qui la font naître rompent avec la chronologie traditionnelle.
- L'hétérotopie peut s'ouvrir et se fermer, ce qui à la fois l'isole, la rend accessible et pénétrable.
- Les hétérotopies ont une fonction par rapport aux autres espaces des sociétés : elles sont soit des espaces d'illusion soit des espaces de perfection.

## Exemples et principes de l'hétérotopie
Michel Foucault donne d'abord comme exemple le miroir, qui serait à la fois une hétérotopie et une utopie. Il parle ensuite des « hétérotopies de crise », particulièrement présentes dans les sociétés dites « primitives » (« des lieux privilégiés, ou sacrés, ou interdits, réservés aux individus qui se trouvent, par rapport à la société, et au milieu humain à l'intérieur duquel ils vivent, en état de crise. Les adolescents, les femmes à l'époque des règles, les femmes en couches, les vieillards, etc. »). Aujourd'hui, ces hétérotopies de crise seraient progressivement remplacées par des « hétérotopies de déviation » : « celle dans laquelle on place les individus dont le comportement est déviant par rapport à la moyenne ou à la norme exigée. Ce sont les maisons de repos, les cliniques psychiatriques ; ce sont aussi les prisons et il faudrait sans doute y joindre les maisons de retraite, qui sont en quelque sorte à la limite de l'hétérotopie de crise et de l'hétérotopie de déviation, puisque, après tout, la vieillesse, c'est une crise, mais également une déviation, puisque, dans notre société où le loisir est la règle, l'oisiveté forme une sorte de déviation. » Foucault prend aussi comme exemple les cimetières, qui, au cours du XIXe siècle, se mettent à constituer « l' “autre ville”, où chaque famille possède sa noire demeure. »
Selon lui, « l'hétérotopie a le pouvoir de juxtaposer en un seul lieu réel plusieurs espaces, plusieurs emplacements qui sont en eux-mêmes incompatibles. » Ainsi, le théâtre est-il une forme d'hétérotopie, ou le jardin traditionnel des Persans (de même que les tapis, qui étaient à l'origine des reproductions de jardins) : « Le jardin, c'est, depuis le fond de l'Antiquité, une sorte d'hétérotopie heureuse et universalisante (de là nos jardins zoologiques). »
En outre, les hétérotopies sont souvent liées à des « hétérochronies », là où les hommes sont en rupture par rapport au temps traditionnel. Ainsi, les bibliothèques et les musées, qui, par leur accumulation d'objets et de livres de tous les temps, constituent un « lieu de tous les temps qui soit lui-même hors du temps ». Il y a aussi les hétérotopies non pas éternelles, mais chroniques, c'est-à-dire temporaires : les foires ou les centres de villégiature, par exemple du Club Méditerranée. Les principes d'ouverture des hétérotopies ne sont souvent qu'apparence alors que les principes de fermeture les rendent difficilement accessibles et imposent des contraintes ou des rites de passage. Foucault oppose d'ailleurs les maisons closes, hétérotopies illusoires qui dénoncent « comme plus illusoire encore tout l'espace réel », à certaines formes de colonies, telles que les misiones jésuites du Paraguay, qui créent « un autre espace réel, aussi parfait, aussi méticuleux, aussi bien arrangé que le nôtre est désordonné, mal agencé et brouillon ». « Hétérotopies d'illusions » contre « hétérotopies de compensation ». Cela illustre le sixième principe de l'hétérotopie voulant que chacune d'entre elles ait une fonction dans l'espace qu'elle occupe. Foucault conclut son texte en parlant des bateaux, établissant ainsi un lien transversal avec sa description de la Nef des fous dans Histoire de la folie à l'âge classique, espace du dehors par excellence : « Le navire, c'est l'hétérotopie par excellence. Dans les civilisations sans bateaux les rêves se tarissent, l'espionnage y remplace l'aventure, et la police, les corsaires. »

## L'hétérotopie dans les écrits d'autres auteurs
Après l'élaboration de son concept d'hétérotopies à la fin des années 1960, Foucault n'a jamais vraiment défini les limites de ce qui peut être conçu comme un espace autre. Ce flou dans la définition a permis à plusieurs auteurs de reprendre cette définition en la modulant et l'intégrant à leur réflexion.

### Les hétérotopies de l'urbanisme
Henri Lefebvre, dans son livre La production de l’espace, utilise le mot hétérotopie pour désigner un concept différent de celui de Foucault. Chez  Lefebvre, l’hétérotopie est définie dans un cadre conceptuel en trois parties lié à l’urbanité : utopie, isotopie, hétérotopie. L’urbain est considéré par H. Lefebvre comme un mouvement sans cesse renouvelé d’unification des différences autour de centralités urbaines ponctuelles. Une centralité organise l’espace autour d’elle selon un ordre relativement homogène, formant une isotopie (espace similaire). Mais le phénomène urbain s’étend jusqu’à inclure des espaces qui diffèrent, des centralités différentes qui s’opposent aux espaces isotopiques, des hétérotopies. Le phénomène urbain est pris en tant que mouvement utopique qui rassemble et unit les différences. Les hétérotopies dans ce cadre sont donc définies comme des centralités momentanées qui tranchent avec le reste de la ville. Lefebvre prend l’exemple des foires du Moyen Âge. Ces espaces sont situés aux abords du bourg, donc ils font partie de l’urbain, mais aussi d'un espace à part. Ils sont peuplés d’individus semi-nomades et  ségrégués de la société urbaine. L'urbanité du Moyen Âge lie donc progressivement l'espace hétérotopique de la foire à l'espace isotopique du bourg dans une totalité urbaine. Selon Lefebvre, les hétérotopies sont définies comme des “espaces rejetés les uns en dehors des autres”.
Edward Soja est un géographe américain qui s'inscrit dans le courant de la géographie postmoderne, au même titre que David Harvey. Dans Postmodern Geographies: The Reassertion of Space in Critical Social Theory (1989) il propose une réflexion sur les espaces-types de la postmodernité et cherche à dégager des « caractéristiques généralisables de la géographie urbaine postmoderne ». Pour ce faire, il emprunte la notion d'hétérotopie à Foucault pour qualifier certains espaces. Lorsqu'il analyse la ville de Los Angeles, il propose de la considérer comme une hétérotopie, car elle serait un assemblage complexe de divers symboles qui la définissent. Plus qu'une simple ville, elle serait un modèle de ville qu'on peut rencontrer ailleurs. Cette caractéristique de ville-modèle renvoie à la conception d'utopie localisée des hétérotopies de Foucault. 

### L'hétérotopie dans lesétudes culturelles
À la suite de la traduction anglaise de certains écrits de Foucault (Histoire de la sexualité I et II et Des espaces autres) en 1986, les études culturelles américaines s'approprient et offrent une nouvelle interprétation des hétérotopies. Ces espaces autres sont assimilés à des modes de vie autres que le mode de vie dominant et propre à des identités politiques singulières. Ce sont par exemple des mouvements gays, féministes et ethniqu qui s'emparent du concept et renouvellent son sens qui renvoie désormais à des espaces identitaires propres.

### Les hétérotopies en géopolitique
Dans le domaine de la géopolitique, le concept foucaldien a été repris pour se référer à des espaces échappant aux relations de pouvoir complexes du jeu politique. Ces espaces libres, affranchis du système, constituent un refuge privilégié pour abriter des rassemblements échappant à tout contrôle. Ces conditions singulières d'indépendance, de liberté, légitiment le choix de ces espaces comme lieux d'expression, de revendications de nouveaux modèles contrastant avec la réalité et le statu quo politique. Le vaste espace des hautes mers constitue un exemple pertinent de ce genre de lieu. Il fait partie des rares espaces encore dénués de frontières échappant à toute souveraineté et est ainsi associé à un possibilisme sans limites. L'article de Noah Simblist « Heterotopia on the High Seas: Battles of Representation Around the Gaza Flotilla » (2011) illustre ce potentiel hétérotopique des hautes mers. Il revient sur les vagues politiques causées par la Gaza Freedom Flotilla qui avait embarqué de Chypre en direction de la bande de Gaza dans une volonté de briser le blocus israélien. La radio pirate Voice of Peace qui pendant vingt ans a émis depuis le large des côtes israéliennes est un autre exemple de l'utilisation d'un tel espace pour bénéficier d'une certaine liberté d'expression.

### Concepts connexes
- Les zones d'autonomie temporaire, exprimé par Hakim Bey.

- Les non-lieux de Marc Augé.
- Le Jardin planétaire, concept de Gilles Clément.